# Челнаво-Рождественское
Челнаво-Рождественское — село в Сосновском районе Тамбовской области России. Входит в состав Дегтянского сельсовета.

## География
Челнаво-Рождественское расположен в пределах Окско-Донской равнины, на берегу реки Челновая.
Расстояние, примерно, до райцентра — 30 километров, до Тамбова — 45. Ближайшие населённые пункты: с юга находится село Челнаво-Дмитриевское, с севера — село Каменный Брод.
Климат
Находится, как и весь район, в умеренном климатическом поясе, и входит в состав континентальной климатической области Восточно-Европейской Равнины. В среднем, в год выпадает от 350 до 450 мм осадков. Весной, летом и осенью преобладают западные и южные ветра, зимой — северные и северо-восточные. Средняя скорость ветра 4-5 м/с.

## История
Селение выросло из слободы, расположенные вблизи военно-укрепленного городка Челнавского.

## Население
| 2010 |
| ---- |
| 476  |

## Инфраструктура
Личное подсобное хозяйство.

## Транспорт
Подходит автодорога «Каспий» — Селезни — Сосновка" — Челнаво-Рождественское протяженностью 4,9 км.
Остановка общественного транспорта «Челнаво-Рождественское».
Автобусное сообщение с центром сельсовета селом Дегтянка, с районным центром и Тамбовом.